# Уильямс, Шан (журналистка)
Шан Мэ́ри Уи́льямс (англ. Sian Mary Williams; 28 ноября 1964, Паддингтон, Лондон, Англия, Великобритания) — уэльская журналистка, телеведущая и актриса.

## Биография
Шан Мэри Уильямс родилась 28 ноября 1964 года в Паддингтоне (Лондон, Англия, Великобритания). Мать Шан — Кэтрин Рис, а её отец — потомок фермеров.
Шан окончила «Oxford Brookes University» и «University of Rhode Island».

## Карьера
До своей карьеры в тележурналистике, Уильямс провела более десяти лет с «BBC Radio» после вступления в корпорацию в 1985 году. Она работала на местном радио «BBC» в Шеффилде, Лидсе и Манчестере, прежде чем стать продюсером и репортёром в Ливерпуле, а затем присоединилась к национальной сети «BBC Radio 4» в качестве продюсера премьер-программ. Уильямс провела следующие несколько лет с «BBC Radio 5 Live».

## Личная жизнь
С 1991 по 2001 год Уильямс была замужем за рекламщиком Нилом Хантом. У бывших супругов есть два сына — Джосс Филип Хант (род. 19 октября 1991) и Алекс Джон Хант (род. 30 января 1994).
C 2006 года Уильямс замужем за продюсером Полом Вулвичем. У супругов есть двое детей — сын Сет Вулвич (род. в октябре 2006) и дочь Ив Вулвич (род. в марте 2009).
В мае 2016 года Уильямс сообщила, что перенесла двойную мастэктомию после того, как ей поставили диагноз рак молочной железы. Диктор «5 канала» сообщил журналу «Woman and Home», что диагноз ей был поставлен в 2014 году, через неделю после 50-летия. Она сказала, что всегда думала, что она здорова, потому что она «всё делала правильно — я была любительницей зелёного чая, любителем лосося, бегуньей». Она сказала, что её главный страх — не увидеть, как растут её младшие дети.